# HD 154090
HD 154090，又名CD-3311706，SAO 208377、HR 6334，是一颗恒星，视星等为4.87，位于銀經350.83，銀緯4.29，其B1900.0坐标为赤經16h 58m 14.5s，赤緯-33° 4.29′ 56″。